# Charles Drybergh
Charles Drybergh (Sint-Pieters-Jette (Brussel), 26 mei 1932 – Oostende, 30 december 1990) was een Belgisch kunstschilder uit Oostende die voldoende gewaardeerd werd maar, door zijn tragisch leven, toch geen grote doorbraak heeft beleefd.

## Leven en werk

### Jeugd
Drybergh kende een zeer onrustige jeugd die hem oriënteerde naar eenzaamheid. Zijn vader, Henri Drybergh, was een fervent toneelliefhebber die als dilettant ook wat * 1950 verhuisde het gezin naar Blankenberge wegens zijn slechte gezondheid. Hier deed Charles Drybergh een zware val, waardoor hij gedeeltelijk verlamd raakte. In 1960 verhuisden ze ten slotte naar Oostende.

### Experimentele periode (tot 1950)
Tot Dryberghs vroege vriendenkring die hem steunde en begreep, behoorden o.a. J. Dypreau, Ph. d'Arschot en G. Moneyn, de galerijhouder van “Le Zodiaque” in Brussel. Ze promootten zijn werk, schreven teksten over hem en zorgden voor inleidingen.
Dryberghs vroegste werk was duidelijk figuratief, maar de onvrede met de figuratie was er reeds sterk voelbaar. Op zoek naar vernieuwing trok hij langs alle kanten de figuratie open. Deze experimentele periode was omstreeks 1950 ten einde.

### Vroeg werk
De periode die daarop volgde, bracht werk voort in de geest van de lyrisch abstractie en het abstract expressionisme. Drybergh maakte overwegend gebruik van zwart-witcontrasten, ook van grijs en bruin, in impulsieve borsteltrekken en krachtig gekleurde uithalen aangebracht. Er doen zich invloeden gelden van het Orphisme van Jean Bazaine en de abstracte schilderkunst van Nicolas de Staël, van A. Mortier en de zwart-witillustraties van Bram Van Velde.

### Abstracte periode
In 1959 waagde hij zich kortstondig aan het experimenteren met materieschilderkunst. Dryberghs “abstracte” periode was kort, maar hevig. Vele schilderijen uit deze “Blankenbergse tijd” werden tijdens depressieve buien door Drybergh zelf opzettelijk vernield of gewoon overschilderd met een dekkende grondlaag om opnieuw gebruikt te worden.

### Figuratieve periode
Vanaf 1963 kwam de figuratie in zijn werken stilaan terug. Versplinterende, gefragmenteerde of zeer schetsmatig uitgewerkte voorwerpen, figuren, figurenparen en –groepen evoceren een sfeer van vervreemding. Heel vaak wordt het gelaat weggeveegd. Ze leven samen met non-figuratie en geven een beeld zowel van chaos, angst en mysterie als van de vreugde van het schilderen. Deze vreugde wordt uitgedrukt door het coloriet dat ongewoon frisse kleuren bevat. Er ontstonden ook portretten, o.a. van Dryberghs grootmoeder, van zijn vriend en bewonderaar Ph. D’Arschot. Ook de figuren in zijn schilderijen zijn mensen uit zijn nabijheid. Banale voorwerpen uit zijn omgeving gaven vaak aanleiding tot schilderijen: een koffiemolen of een pepermolen, aardappelen of hamsters. Ook de wereld van het café, de bar komt voor: kelners, diensters, een koffieapparaat... Het zijn reminiscenties aan zijn vrijetijdsgebruik en zijn sociaal leven.

### Popart
Van 1968 af toonden zich duidelijke invloeden van de popart en werden andere fenomenen van bevrijding uit dit voor de maatschappij zo belangrijke scharnierjaar zichtbaar: minirokken, seksualiteit, vedettecultus (b.v. Marilyn Monroe), moderages.
Drybergh gebruikte psychedelische, schrille kleuren en zocht de basisgegevens voor zijn motieven waarschijnlijk in gedrukt beeldmateriaal (magazines, publiciteit, persfoto’s). In 1969 schilderde hij op een achtergrond van kleurrijke, maar streng geometrische motieven, een reeks anonieme, modieuze vrouwen, van wie de gelaatstrekken opnieuw steevast weggelaten werden. Enkele kleurrijke collages uit 1970 sluiten aan bij het werk uit 1968-69. De laatste popwerken dateren uit 1972.

### Zwart-witperiode
Tijdens Dryberghs laatste creatieve jaren, van 1973 tot de vroege jaren tachtig, verdween de kleur opnieuw en maakte plaats voor het pure zwart-wit. Vele werken uit die tijd zijn geïnspireerd door familieleden en het ouderlijke huis.

### Wankele gezondheid
Lange periodes van ziekte – Drybergh was epilepticus -, een schadelijk en overdadig gemengd gebruik van alcohol, tabak en geneesmiddelen en haast voortdurende financiële moeilijkheden hebben zijn complete ontplooiing geremd. De dood van zijn vader (1975), die als een manager werkelijk alle praktische zaken voor hem regelde, betekende een breekpunt in zijn carrière. Als ongehuwde man leefde hij voortaan tamelijk teruggetrokken bij zijn moeder, omringd door zijn talrijke poezen. Het einde van zijn dagen bracht hij door in benarde omstandigheden. Zijn gezondheid liet te wensen over. Bovendien besteedde hij geen zorg aan zijn persoonlijke hygiëne. Ook financieel zat hij steeds in de moeilijkheden.
In de vroege jaren tachtig werd Drybergh herhaaldelijk in de psychiatrische afdelingen van lokale verpleeginrichtingen opgenomen, waar hij schrijnende schetsen van zijn medepatiënten maakte.
Hij overleed in 1990.
Hij was echt nog een prototype van de “peintre maudit”. Dryberghs levensstijl en zijn vaak verwend en onhebbelijk karakter – wellicht een gevolg van de overbescherming door zijn ouders – zullen daar niet geheel vreemd aan zijn geweest
In tegenstelling tot de meeste kunstenaars van zijn tijd was Drybergh gebonden aan zijn eigen streek en heeft hij niet veel gereisd.

## Tekeningen
Los van dit “artistieke werk” van Drybergh staan de honderden tekeningen en karikaturen waarin Drybergh zijn leven lang de lotgevallen van alle dag soms grappig, soms cynisch becommentarieerde. Drybergh noemde ze “dessins parasites”.

## Tentoonstellingen
Hij had slechts matige belangstelling voor het tentoonstellingsleven, zeker op latere leeftijd. De promotie van zijn werk gebeurde hoofdzakelijk door enkele Brusselse en Oostendse kunsthandelaars: G. Moneyn, J. De Maere, T. Maeyaert, Fr. Aerts.
Toch werd zijn kunstenaarschap gewaardeerd, wat blijkt uit tal van belangrijke prijzen en onderscheidingen
- 1959: Talenprijs (onderscheiding)
- 1961: Prix Olivetti
- 1961: Jonge Belgische Schilderkunst
- 1961: Grote Prijs van de Stad Oostende voor Schilderkunst (geselecteerd)
- 1968: Prix de la Critique, Musée des Beaux Arts, Charleroi
- 1969: Europaprijs voor Schilderkunst van de Stad Oostende (geselecteerd)
- 1973: Europaprijs voor Schilderkunst van de Stad Oostende (geselecteerd)

Maar Drybergh wist deze momenten niet te verzilveren. Een echte nationale doorbraak is daarom uitgebleven en hij is hierdoor wat uit de belangstelling verdwenen.
Van zijn talrijke tentoonstellingen zijn als zeer belangrijk te signaleren de individuele tentoonstellingen in de Galerie Zodiaque, Brussel (1957, 1961), in het Museum voor Schone Kunsten, Oostende (1965), in het Paleis voor Schone Kunsten, Brussel (1966), in het Casino-Kursaal, Oostende (1970), in de H.R.I.P.B., Oostende (1990). Zoals zoveel andere Oostendse kunstenaars, heeft Charles Drybergh ook tentoongesteld in het (nu afgebroken) kunstenaarscafé "La Chèvre Folle" in Oostende.
Hij heeft deelgenomen aan diverse groepstentoonstellingen in België, Nederland, Duitsland en Zwitserland.
Belangrijke retrospectieven in het Museum voor Schone Kunsten in Oostende (1994) en het Maison de la Culture in Namen (2010).

## Musea en openbare verzamelingen
- Brussel, Kon. Musea voor Schone Kunsten van België : “Schilderij nr. 3 (1962)”.
- Oostende, Provinciaal Museum voor Moderne Kunst (PMMK)
- Oostende, Stedelijk Museum voor Schone Kunsten
- Vlaamse Gemeenschap
- Brussel, Belfius Collectie (ex-Gemeentekrediet en ex-Dexia)

- International Standard Name Identifier: 0000 0000 5458 3089
- Library of Congress Control Number: nr98009411
- RKD-Nederlands Instituut voor Kunstgeschiedenis: 24378
- Système universitaire de documentation: 195464486
- Virtual International Authority File: 19590457
- WorldCat: E39PBJcGmHpfkCqYwPTcm4xbh3